# General Motors do Brasil
General Motors do Brasil is de Braziliaanse divisie van het Amerikaanse automobielconcern General Motors. De divisie ontwikkelt, importeert, assembleert en verkoopt Chevrolet-automodellen en exporteert er ook naar andere landen in Latijns-Amerika. GM do Brasil resorteert sinds 2017 onder GM Mercosur, dat zelf tot GM South America behoort.

## Geschiedenis

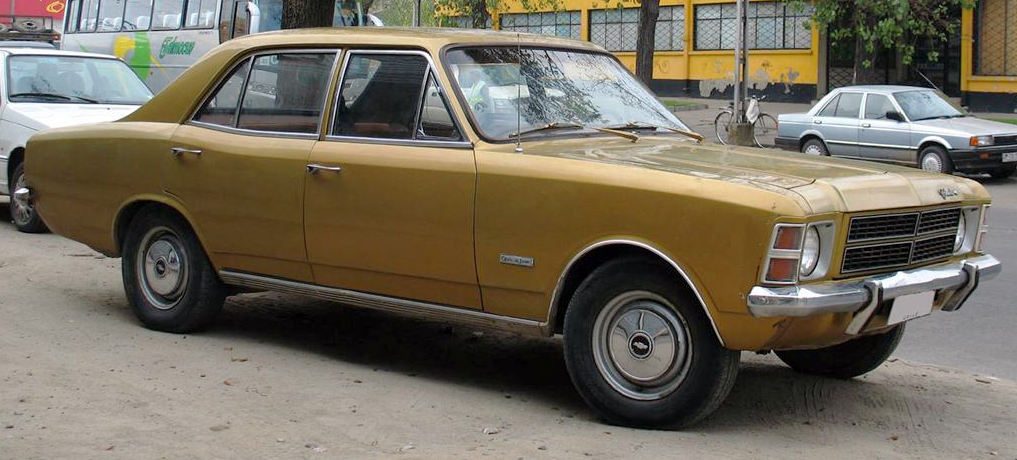
Chevrolet Opala

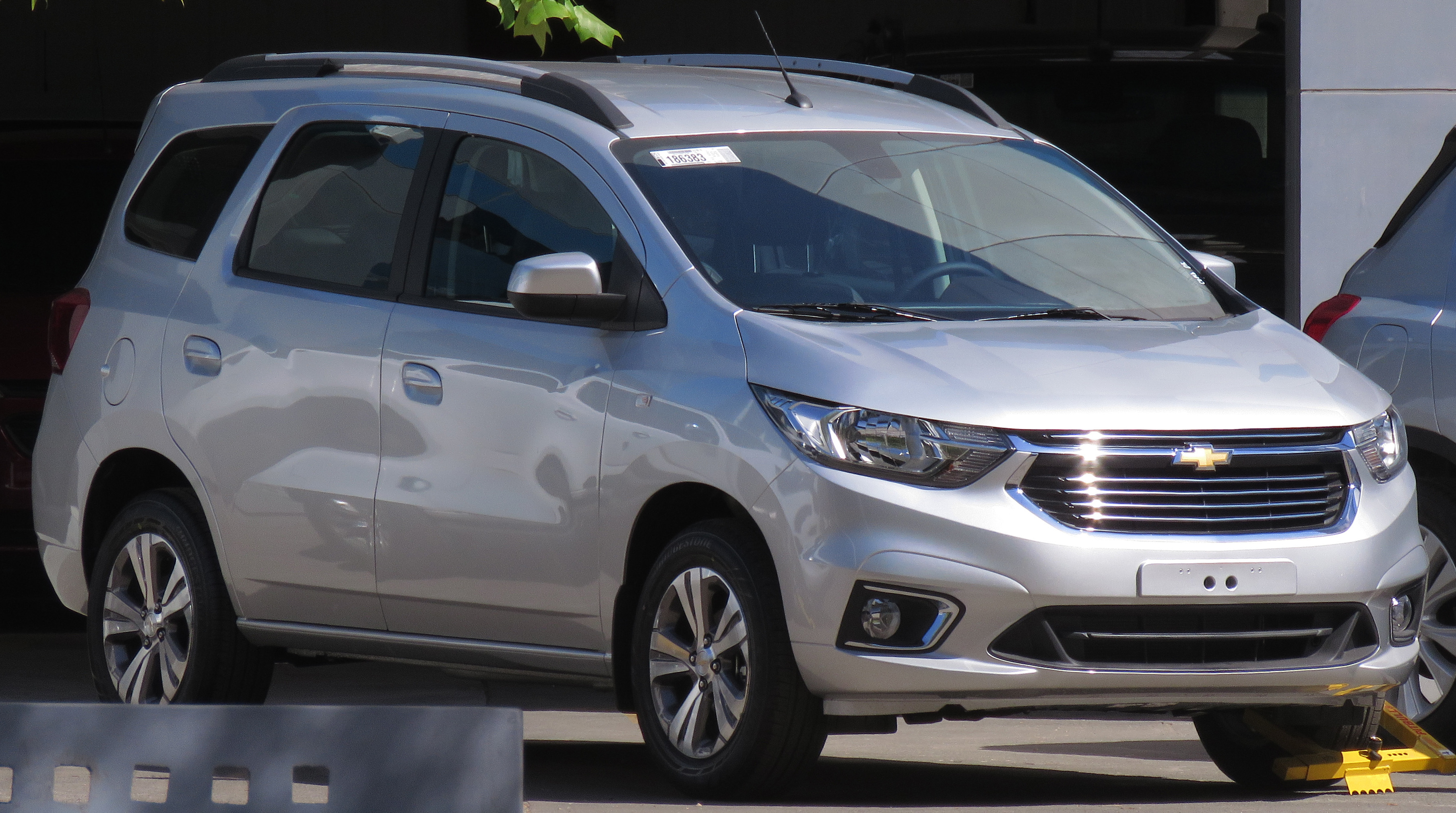
Chevrolet Spin

General Motors richtte zijn Amerikaanse dochteronderneming in 1925 op in São Paulo met de naam General Motors Brasileira S.A.. In september van dat jaar begon in een gehuurd magazijn de assemblage van Chevrolets op basis van onderdelen die uit de Verenigde Staten werden aangevoerd. In de jaren 1930 werd de eerste echte assemblagefabriek geopend in São Caetano do Sul.
Halfweg de 20e eeuw was Chevrolet enige tijd het bestverkopende automerk in Brazilië. Er werd een nieuwe fabriek geopend in São José dos Campos. In 1958 begon men eigen vrachtwagen- en pick-upmodellen te maken. Enkele jaren later werden de C-14, Veraneio en Opala de eerste auto's die geheel in Brazilië werden geproduceerd. Veel modellen waren gebaseerd op Opels met Amerikaanse Chevrolet-motoren. In de jaren 1980 verscheen de erg populaire Monza; Braziliës versie van de Opel Rekord.
In 2000 werd nog een fabriek geopend in Gravataí, waar de Celta werd gemaakt, en in 2013 in Joinville. Er kwam meer interactie met General Motors divisie in Zuid-Korea en joint ventures in China. Men ontwierp de Onix, de Trailblazer en Spin. De tweede generatie van de Onix was een Chinees ontwerp.

## Locaties
General Motors do Brasil heeft assemblagefabrieken in São Caetano do Sul, São José dos Campos, Gravataí en Joinville.
De ontwikkeling van voertuigen gebeurt in Indaiatuba, waar zich ook een terrein met testbanen bevindt.
Buick · Cadillac · Chevrolet · Corvette · GMC ·
Holden

Voormalige merken:
Acadian (1962–1971) · Asüna (1992–1995) · Beaumont (1966–1969) · Bedford Vehicles (1930–1986) · Daewoo (1999–2011) · Elmore (1893–1912) · Geo (1989–1997) · Hummer (1992–2010) · LaSalle (1927–1940) · Marquette (1929–1930) · McLaughlin automobile (1918–1942) · Oakland (1907–1931) · Oldsmobile (1897–2004) · Opel (1929-2017) · Passport (1988–1991) · Pontiac (1926-2010) · Ranger (1968–1976) · Saab (1989-2010) · Saturn (1985–2010) · Scripps-Booth (1913–1923) · Statesman (1971–1984) · Vauxhall (1925-2017) ·  Viking (1929–1931) · Yellow Coach (1925–1943)